# Irnfritz-Messern
Irnfritz-Messern – gmina targowa w Austrii, w kraju związkowym Dolna Austria, w powiecie Horn, w regionie Waldviertel. Liczy 1 445 mieszkańców (1 stycznia 2014).